# Štora-1

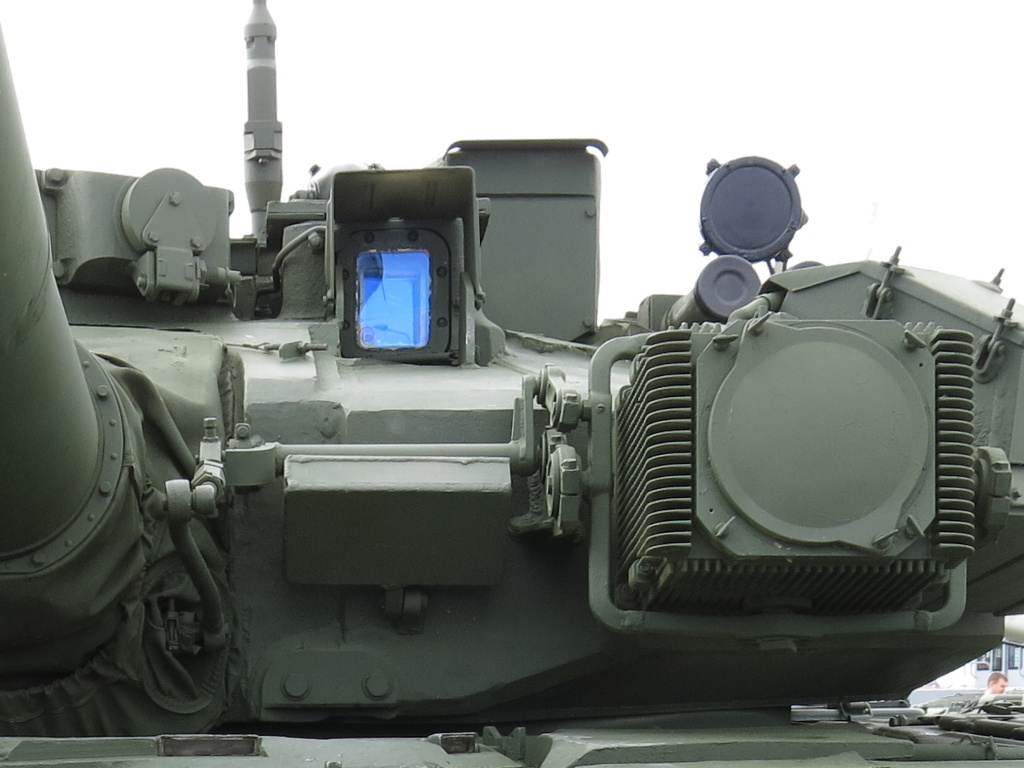
Komponenty systému Štora-1: infračervený zářič, výstražný laserový detektor, zadýmovací granátomet.

TŠU-1 Štora-1 (rusky ТШУ-1 Штора-1, Штора znamená roleta) je sovětský/ruský elektro-optický aktivní ochranný systém typu softkill určený pro ochranu tanků a jiných obrněných vozidel před protitankovými řízenými střelami druhé (s poloautomatickým naváděním – SACLOS) a dvouapůlté generace a laserem naváděnou municí. Byl představen v roce 1988. Nachází se na těžkém minometu 2S31 Věna, bojovém vozidlu pěchoty BMP-3M a tancích T-90, T-72 (některé modernizované varianty), T-80 (některé modernizované varianty) a ukrajinském T-84.

Schopnost softkill znamená zabránění zásahu tanku řízenou střelou zarušením či zničením jejího naváděcího systému, který může být optický, infračervený nebo obsahuje laserové značkovače a dálkoměry.

## Komponenty kompletu Štora-1
- 4 výstražné laserové detektory, dva TŠU-1-11 na přední části věže a dva TŠU-1-1 na její zadní části
- 2 infračervené zářiče TŠU-1-7 na čele věže
- 2 šestihlavňové zadýmovací granátomety ráže 81 mm na bocích věže
- řídicí mikroprocesorová jednotka uvnitř vozidla
- 2 ovládací panely (jeden u velitele a jeden u střelce)

## Metody ochrany
Druhá generace PTŘS
Štora-1 u protitankových řízených střel (dále jen PTŘS) druhé generace označovaných jako PTŘS s poloautomatickým naváděním (SACLOS) zmate pomocí infračervených zářičů TŠU-1-7 jejich naváděcí systém vytvořením další tepelné stopy, která se svou vlnovou délkou shoduje s tou na sledovacím majáčku na zádi střely. Naváděcí automat pak chybně vyhodnotí dráhu letu a provede korekci, která způsobí, že střela mine svůj cíl.
Dvouapůltá generace PTŘS
Tyto PTŘS se navádějí poloaktivně na odraz laserového paprsku na tanku, řadí se sem např. některé varianty americké AGM-114 Hellfire a AGM-65 Maverick. Je-li zaznamenáno ozáření tanku laserovým paprskem, systém signalizuje nebezpečí a automaticky natočí věž po směru paprsku. Následně zadýmuje oblast ve vzdálenosti cca 50 až 70 metrů od stroje, kde vznikne po dobu 20 sekund aerosolová a kouřová clona o rozměrech přibližně 15 x 10 m. Tato překážka je pro laserové a optické přístroje stěží proniknutelná. Výhodou natočení věže je možnost okamžitého zahájení palby ve směru nepřítele a navíc je v případě zásahu střelou natočen nejvíce pancéřovanou částí (ačkoli některé PTŘS dokážou zaútočit shora na méně chráněnou část tanku).
Novější PTŘS
Štora-1 poskytuje ochranu před většinou v současnosti zastarávajících PTŘS s poloautomatickým naváděním (např. BGM-71 TOW, HOT, MILAN, M47 Dragon) a laserem naváděnými zbraněmi (některé varianty AGM-65 Maverick, AGM-114 Hellfire, M712 Copperhead), nicméně proti novějším protitankovým raketám jako jsou TOW 2 (která kóduje signály sledovacího majáčku k zamezení rušení) nebo FGM-148 Javelin selhává. Následkem byly ztráty tanků T-90 během občanské války v Sýrii a ruské invaze na Ukrajinu.